# 王子亮
王子亮（1956年8月—），河南永城人，汉族，中华人民共和国政治人物、第十一届全国人民代表大会河南地区代表。
毕业于武汉钢铁学院、北京科技大学钢铁冶金专业，是中共党员。担任安阳钢铁董事长（2005.4-2013.12）、河南省国有企业监事会主席（2013年12月至今）。2008年起担任全国人大代表。